# Friedrich Maurer
Friedrich Maurer, född den 10 oktober 1859 i Giessen, död den 8 juli 1936 i Jena, var en tysk anatom.
Maurer blev 1888 docent i anatomi i Heidelberg och 1901 professor i samma ämne i Jena. Han utgav flera jämförande anatomiska arbeten av stort värde, såsom Der Aufbau und die Entwicklung der ventralen Rumpfmuskulatur bei den urodelen Amphibien, Reptilien et cetera (flera delar, 1891–1900) och Die Epidermis und ihre Abkömmlinge (1895).